# Manuel Pérez Beato
Manuel Pérez Beato (Cádiz, 1855-La Habana, 1943) fue un profesor, historiador, médico y escritor español, instalado en Cuba.

## Biografía
Nació el 5 de marzo de 1855. Natural de Cádiz, fue profesor de Ciencias en La Habana y fundador y director desde 1892 de El Curioso Americano, revista de historia americana. Entre sus publicaciones se encontraron títulos como Historia de la vacuna (La Habana, 1899), Bibliografía comentada sobre los escritos publicados en la isla de Cuba relativos al "Quijote" (La Habana, 1905), Una joya bibliográfica (el primer impreso cubano) (1910), Medicina cubana (1910) e Inscripciones cubanas (2.ª ed., 1915). Falleció el 31 de octubre de 1943 en La Habana.